# شبطا
شبطا (بالعبرية: שבטה) أو خربة المشيرفة هو موقع أثري في صحراء النقب اضافتها اليونسكو عام 2005 إلى قائمة التراث العالمي وهي المدينة الرابعة على طريق البخور بالإضافة إلى أفدت وحلوزا وممشيت كما تظهر آثار أنظمة الري المتطورة الذي جرى من خلاله استيطان هذه الصحراء لصالح التجارة والزراعة.

## الصور

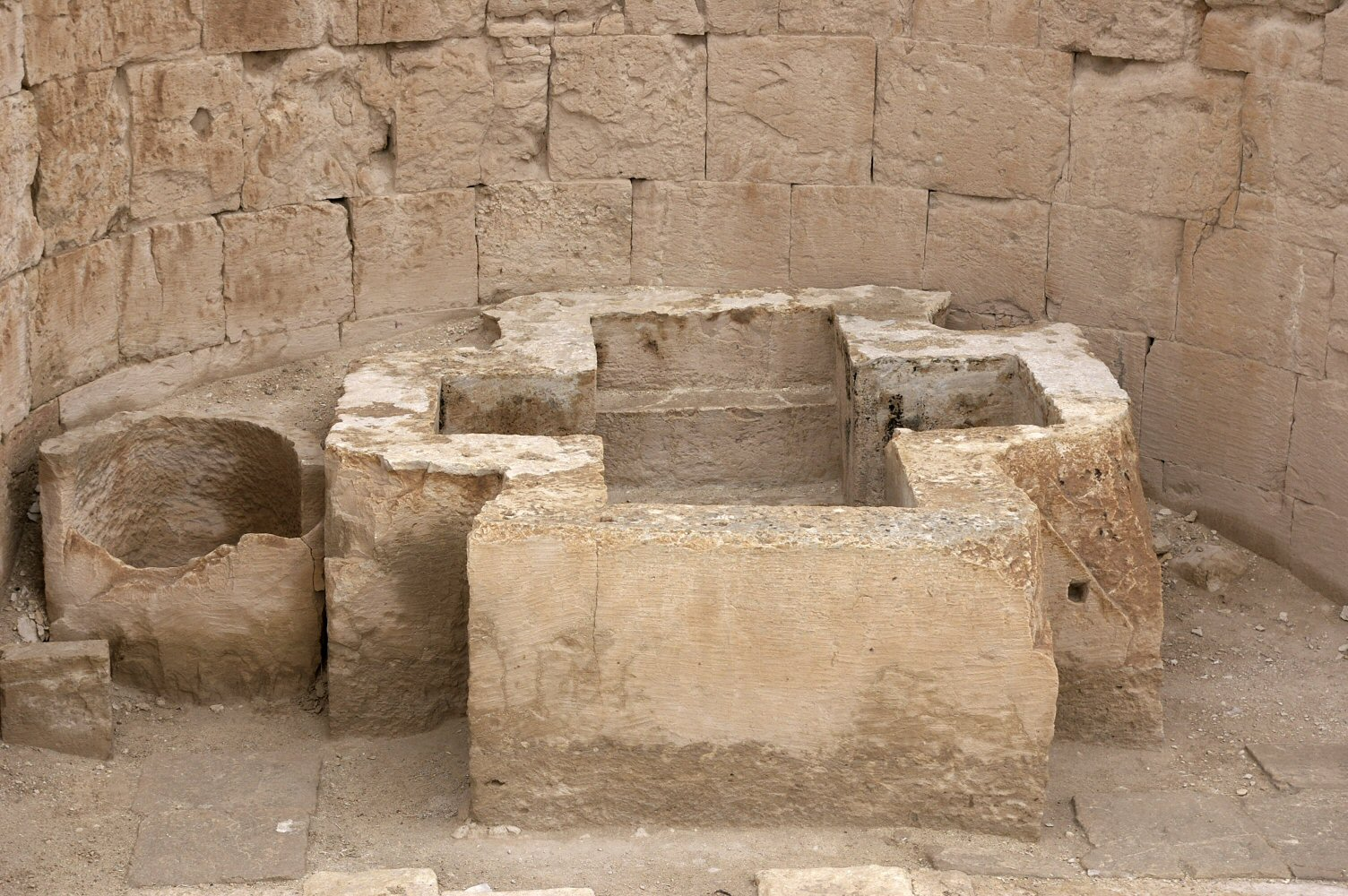
جرن المعمودية في الكنيسة في القرن الخامس
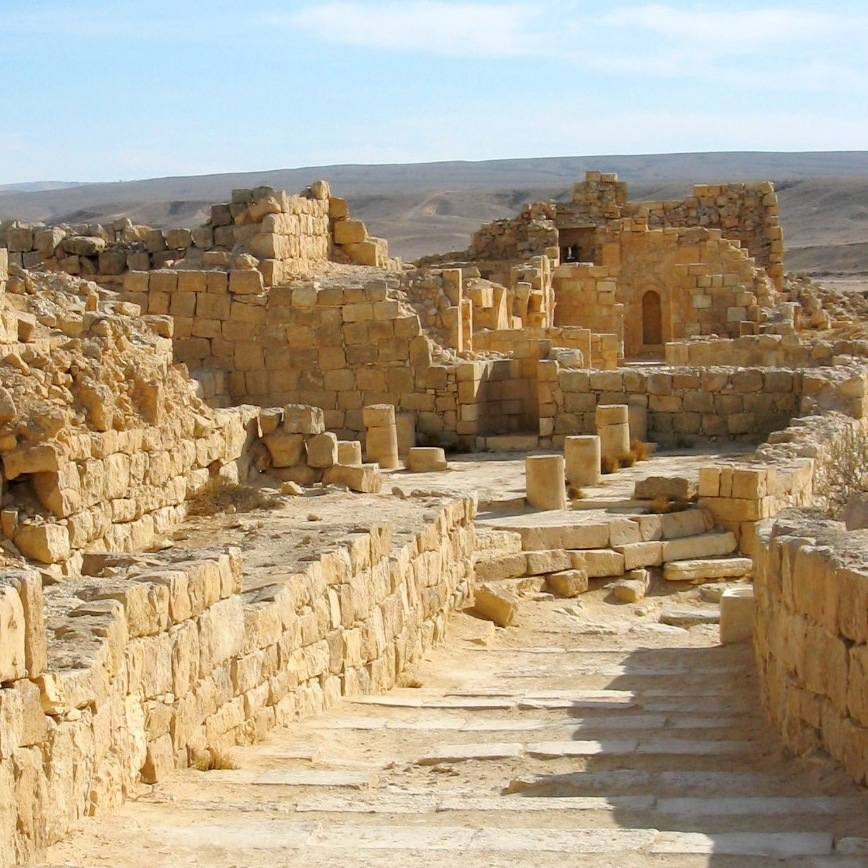
آثار المدينة
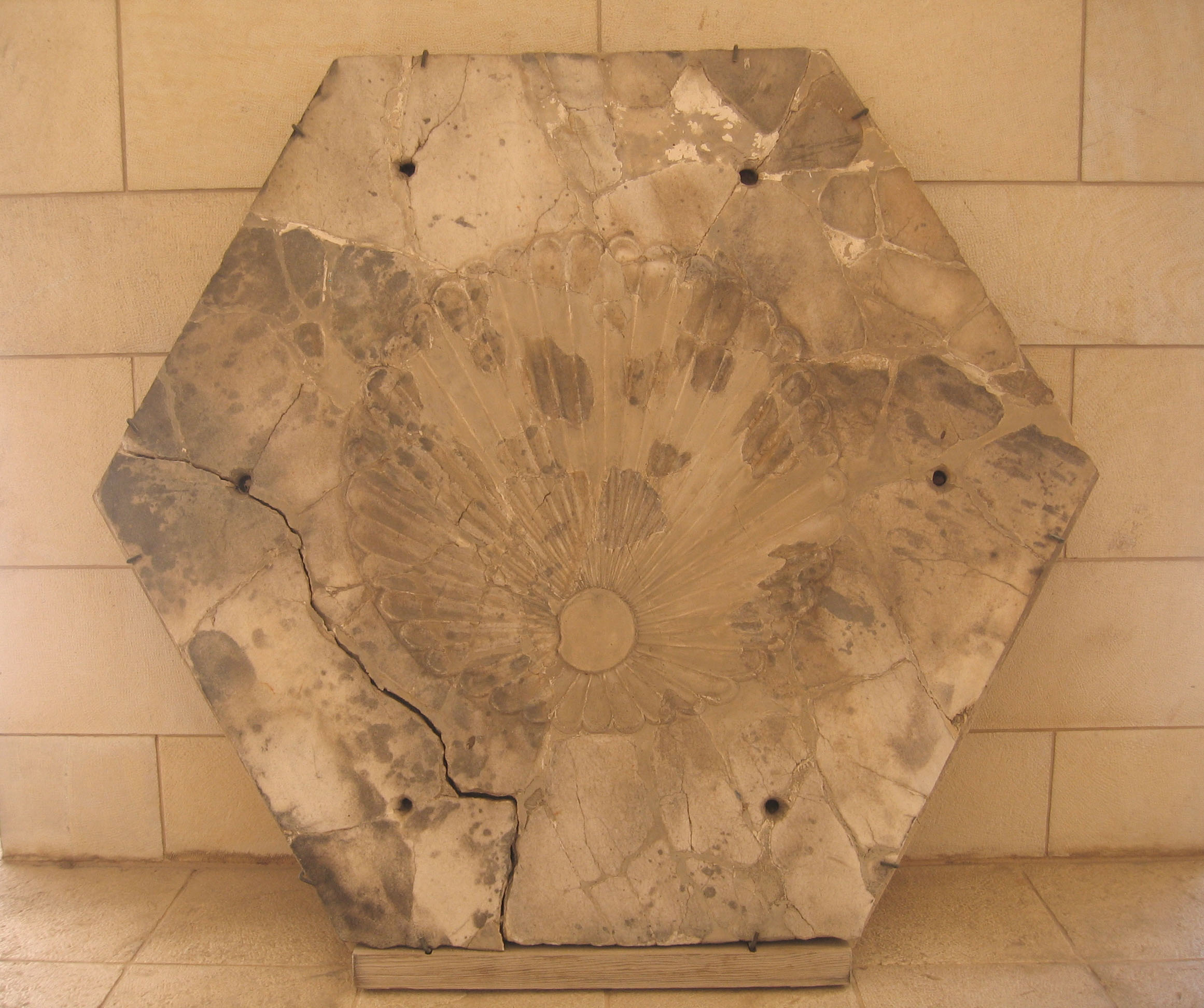
لوح رخام سداسي يحوي نقش الصدفة
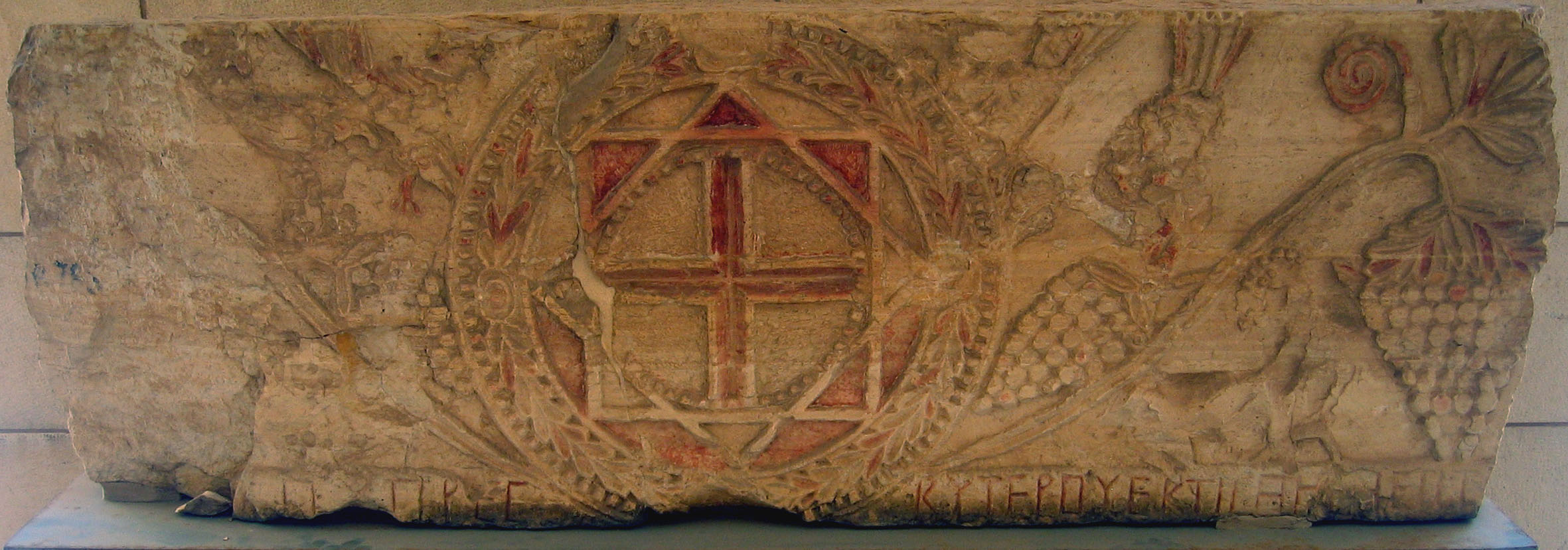
نقش يظهر تاريخ انشاء الكنيسة